# Еректильна дисфункція

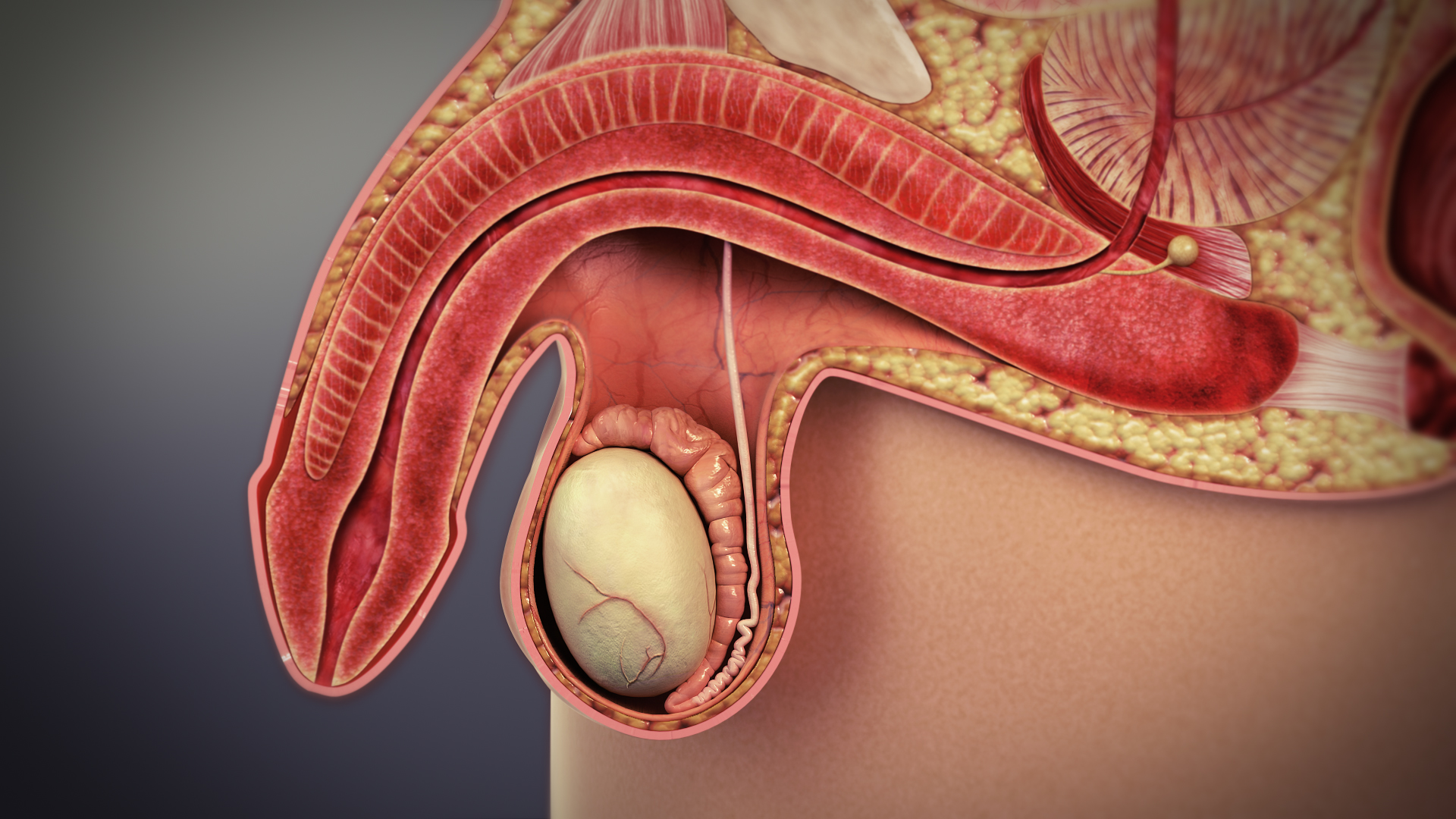

Еректи́льна дисфу́нкція (від лат. erectus — «вертикально стоячий») або інакше імпотенція (лат. impotens — «статеве безсилля», «слабкість») — порушення статевої функції у чоловіків, що характеризується неспроможністю досягти та утримувати ерекцію статевого члена, достатню для проведення задовільного статевого акта. Є симптомом деяких хвороб.

## Згадки в історії
Згадки про еректильну дисфункцію зустрічаються ще в стародавніх єгипетських папірусах, а також в міфах і легендах.
Приблизно в 400 р. до нашої ери грецький лікар Гіпократ відмічав, що конституційні елементи тіла є важливим фактором що впливає на силу статевого потягу - лібідо. Він також припускав, що «надмірна зацикленість чоловічими обов'язками та відсутність жіночої привабливості» є причинами розвитку імпотенції.
В медичному словнику Copland (1859) як причини розвитку еректильної дисфункції перераховані невпевненість, ревнивість, стид, ненависть. Давньоримський лікар Гален писав про вплив психічних факторів на можливість розвитку імпотенції. Він називав неврогенну імпотенцію «неврологічним паралічем». Але спроби наукового обґрунтування та вивчення еректильної дисфункції, були застосовані коли доктор Лаллеман опублікував свою монографію «Истечение семени у мужчин». Він придавав великого значення захворюванням чоловічих статевих органів, як генезу статевих розладів, зокрема сім'яного горбика.
Надалі ці погляди були переглянуті завдяки фундаментальним працям клініки Мастера і Джонсона (1965).

## Статистика захворювання
Еректильна дисфункція вважається одним з найбільш поширених сексуальних розладів у чоловіків. У ході Массачусетського дослідження з вивчення питань старіння чоловіків (Massachusetts Male Aging Study — MMAS, 1994) було встановлено, що 52 % чоловіків у віці від 40 до 70 років так чи інакше потерпали через еректильну дисфункцію. При цьому повну відсутність ерекції виявлено у 10 % чоловіків, помірну еректильну дисфункцію — у 25 %, мінімальну — у 17 %. 40 % чоловіків від 40 до 50 років мають якесь порушення ерекції.
Серед чоловіків у віці від 50 до 60 років порушення ерекції зустрічаються практично у половини обстежених (48-57 %), а у старшій віковій від цього порушення потерпає 70 % чоловіків. Повну еректильну дисфункцію виявлено у 5 % чоловіків у віці до 50 років, а у старшій віковій групі (70 років і старше) цей показник зростає до 15 %.

## Види
Первинні розлади чоловічої потенції
- Псевдоімпотенція:
  - дисгармонійна
  - дезінформаційна
- Імпотенція (первинна):
  - Паторефлекторна
  - Дисрегуляторна
  - Абстинентна
  - Конституційно-генетична форма

Вторинні розлади потенції

## Фактори ризику
Хронічні захворювання (атеросклероз, цукровий діабет, серцево-судинна патологія, печінкова недостатність), неврологічні хвороби (розсіяний склероз, хвороба Альцгеймера), захворювання статевого члена (хвороба Пейроні), психічні розлади (депресія), ендокринні захворювання (цукровий діабет, гіпогонадизм, гіперпролактинемія) багато авторів[джерело?] як ризик еректильної дисфункції виділяють приймання медикаментів (гіпотензивні, антидепресанти, гормональні препарати[джерело?]), також досить велике значення має стиль життя (адинамія, вживання алкоголю, тютюнопаління, наркоманія[джерело?]). Деякі хвороби, що передаються статевим шляхом, як, наприклад, хламідіоз в тривалій хронічній стадії сильно знижують потенцію. Хоча на початку зараження хламідіозом, в хворого може дещо підвищуватися лібідо через подразнення урогенітальної системи хламідіями.[відсутнє в джерелі]

## Патогенетична класифікація
- Психогенна
- Медикаментозна
- Органічна:
  1. Гормональна
  2. Судинна
  3. Нейрогенна
- Змішана

## Етіологія
Причини еректильної дисфункції різноманітні, їх розподіляють на три основні групи.
- Розлади нервової системи та порушення психіки:
  - Органічні ураження нервової системи: пухлини та ураження головного і спинного мозку.
  - Функціональні захворювання нервової системи: неврастенія, астенія тощо.
  - Порушення психіки: («Страх виконання», або синдром очікування, депресія, проблеми особистих відношень, втрата лібідо.)

Характерною ознакою нейропсихогенної імпотенції є те що вона виникає при певних обставинах, і не проявляється в інших.
- Ендокринні порушення:
  - Гіпогонадизм.
  - Цукровий діабет.
  - Тиреотоксикоз.
  - Гіпотиреоз.
  - Клімакс.
  - Поєднання різних захворювань.

Для всіх форм ендокринних порушень характерні відсутність аба зниження лібідо та еректильна дисфункція.
- Аномалії та захворювання чоловічих статевих органів:
  - Васкулярна форма еректильної дисфункції.
    - Артеріальна недостатність статевого члена (атеросклеротичні ураження судин статевого члена).
    - Венозна недостатність статевого члена.
    - Склерозування кавернозної тканини (у чоловіків старечого віку, при цукровому діабеті, пріапізмі, травмі).

  - Аномалії розвитку та захворювання яєчок: анорхізм, гіпогонадизм, пошкодження яєчок, хронічні орхоепідідіміти.
  - Хронічний простатит.
  - Аномалії, пошкодження або захворювання статевого члена (важкі форми гіпоспадії або епіспадії, фібропластична індурація, травматична ампутація).

Досить частою причиною еректильної дисфункції є застосування лікарських засобів — ятрогенна еректильна дисфункція. Найпоширенішими групами препаратів, що мають негативний вплив на лібідо та ерекцію є психотропні засоби групи транквілізаторів, трициклічні антидепресанти, антиконвульсанти, снодійні, більшість гіпотензивних препаратів групи бета-адреноблокаторів, деякі гормональні препарати, протипухлинні засоби тощо.

## Патофізіологія
Ерекція статевого члена здійснюється двома механізмами: рефлекторної ерекції, яка безпосередньо стосується статевого члена; і, психогенної ерекції (статевого потягу, лібідо), яка досягається за рахунок еротичного чи емоційного подразника. Стимуляція статевого члена в нервовій системі призводить до секреції оксиду азоту (NO), який викликає розслаблення гладкої мускулатури кавернозних тіл (основна еректильна тканина статевого члена), а потім ерекцію статевого члена. Крім того, потрібний адекватний рівень тестостерону (гормон що виробляється в яєчках) необхідних для розвитку здорової системи ерекції. Як можна зрозуміти з механізмів нормальної ерекції, імпотенція може розвинутися через гормональну недостатність, розлади нервової системи, відсутності адекватного кровопостачання статевого члена або психологічні проблеми.

## Діагностика
- Опитування та анкетування за анкетами МІЕФ (Міжнародний Індекс Еректильної Функції) та ММРІ.
- Огляд хворого — необхідно звернути увагу на загальний стан хворого, та стан чоловічих статевих органів.
- Загальний аналіз крові.
- Загальний аналіз сечі.
- Аналіз секрету передміхурової залози.
- Спермограма.
- Дуплексне ультразвукове обстеження — використовується для оцінки кровоплину, венозного витоку, ознак атеросклерозу, і рубцювання або кальцинозу еректильної тканини.
- Вазоактивний тест — тест із внутрішньо кавернозною ін'єкцією вазоактивних препаратів, (таких як папаверин, фентоламін, простагландин Е), що викликають розширення кавернозних артерій і розслаблення гладкої мускулатури.
- Дослідження рівня глюкози крові;
- Визначення рівня гонадотропних гормонів (ЛГ, ФСГ, пролактин);
- Визначення рівня статевих гормонів (тестостерон, естрадіол);
- Біохімічні методи визначення метаболітів оксиду азоту у кавернозній та периферичній крові.
- Реофалографія в стані спокою та після фармакологічного навантаження
- Артеріографія — використовується для визначення стану артеріальної системи статевого члена.
- Дослідження бульбокавернозного рефлексу — використовується для визначення іннервації статевого члена.
- Психологічне дослідження.
- Селективна ангіографія тазових судин.

## Лікування
Лікування залежить від причини.
- Психотерапія.
- Лікування хворіб, що передаються статевим шляхом.
- Судинні засоби.
- Афродизіаки.
- Біостимулятори.
- Фізіотерапевтичне лікування.
- Еректоротерапія.
- ЛНТ-терапія (локальний негативний тиск або локальний від'ємний тиск (ЛВТ)).
- Інтракавернозне введення вазоактивних речовин.
- Хірургічне лікування.

### Лікування ЕД 1-ї лінії
На сьогодні Європейським агентством з медикаментів (ЕМЕА) схвалено застосування трьох потужних селективних інгібіторів ФДЕ 5 (Фосфодіестераза 5-го типу). Ці препарати не можуть ініціювати ерекцію, для потенціювання ерекції вони потребують сексуальної стимуляції.
- «Силденафіл» — перший інгібітор ФДЕ 5, яким було проліковано понад 20 мільйонів за 6 років після виходу препарату на ринок. Його дія проявляється через 30—60 хв. після прийому. Жирна їжа зменшує або подовжує всмоктування Сілденафілу. Ефективність може зберігатися до 12 годин. Під час досліджень до появи препарату на ринку та дослідження залежності реакції від дози встановлено, що після 24 тижнів лікування про покращення ерекції повідомили 56 %, 77 % та 84 % чоловіків, які відповідно приймали 25, 50 та 100 мг сільденафілу порівняно з 25 % у хворих, які приймали плацебо. Ефективність силденафілу майже у кожній підгрупі пацієнтів з ЕД доведена з більш ніж достатньою достовірністю.
- «Тадалафіл» — дія тадалафілу розпочинається через 30 хв після приймання, проте пік наступає через 2 години. Ефективність утримується до 36 годин. Їжа не впливає на його ефективність. Під час досліджень до появи препарату на ринку та дослідження залежності реакції від дози встановлено, що після 12 тижнів лікування про покращення ерекції повідомили 67 % та 81 % чоловіків, які відповідно приймали 10 та 20 мг тадалафілу порівняно з 35 % у хворих контрольної групи, які приймали плацебо. Ці результати підтверджено дослідженнями, проведеними після появи препарату на ринку. Тадалафіл також покращував ерекції в підгрупах пацієнтів, які важко лікуються.
- «Варденафіл» — дія варденафілу розпочинається через 30 хв. після прийому. Дуже жирна їжа (вміст жиру понад 57 %) знижує дію препарату. In vitro, варденафіл в 10 разів ефективніший, ніж сильденафіл, проте це не обов'язково вказує на вищу клінічну ефективність. Під час досліджень до появи препарату на ринку та дослідження залежності реакції від дози встановлено, що після 12 тижнів лікування про покращення ерекції повідомили 66 %, 76 % та 80 % чоловіків, які відповідно приймали 5, 10 та 20 мг варденафілу порівняно з 30 % у хворих, які приймали плацебо. Ці результати підтверджено дослідженнями, проведеними після появи препарату на ринку. Варденафіл також покращував ерекції в підгрупах пацієнтів, які важко лікуються.

Питання безпечності інгібіторів ФДЕ 5
Найчастіші побічні прояви — головний біль, приливи, запаморочення, диспепсія та закладення носа. У менш ніж 2 % пацієнтів сільденафіл та варденафіл були пов'язаними з порушеннями зору, тоді як тадаланафіл — з болем у спині/міальгією у 6 % хворих. Проте побічні прояви в основному були маловираженими, обмеженими тривалим вживанням препарату, частота відмови пацієнтів від препарату через побічні прояви була подібною до плацебо.
Лікування за допомогою силденафіл вмісних препаратів може посилювати гіпотензивний ефект органічних нітратів і NO донорів. Тому абсолютно протипоказано пацієнтам, які приймають всі форми нітратів.
- «Апоморфін» — агоніст рецепторів допаміну, в основному типу D1, центральної дії, який покращує еректильну функцію, посилюючи природні центральні еректильні сигнали, які в нормі виникають під час сексуальної стимуляції. Відсоток ефективності (ерекції, достатні для статевого акта) становить 28,5—55 %. Завдяки швидкому всмоктуванню 71 % ерекцій настає протягом 20 хв. Найчастіші побічні прояви — нудота (7 %), біль голови (6,8 %) та запаморочення (4,4 %). Апоморфін не протипоказаний пацієнтам, які приймають нітрати або антигіпертензивні препарати всіх класів і не впливає на життєві функції. Порівняльні дослідження чітко вказують, що апоморфін пов'язаний із значно нижчою ефективністю та сатисфакцією, ніж сильденафіл.
- Вакуумний пристрій   можна використовувати у пацієнтів із стабільними стосунками з партнеркою, в яких чітко відомий механізм ЕД. Він краще переноситься старшими пацієнтами. Пристрій знижує інтракавернозний тиск, таким чином сприяє депонуванню крові у кавернозних тілах, яка надалі утримується за допомогою накладання ерекційного кільця або стискальної стрічки на основу члена. Побічні ефекти, пов'язані з вакуумною терапією — біль в статевому члені, оніміння та запізніла еякуляція.
- Психосексуальне лікування   пацієнтам із значними психологічними проблемами можна призначати психосексуальну терапію, як в режимі монотерапії, так і в комбінації із іншими лікувальними підходами. Психосексуальне лікування потребує тривалого часу і пов'язане із ефективністю різного ступеня.

### Лікування ЕД 2-ї лінії
- Інтракавернозні ін'єкції. Після 94 % внутрішньокавернозних ін'єкцій відсоток ефективності перевищує 70 % з доведеною статевою активністю, відсоток сатисфакції становить 87—93,5 % у пацієнтів та 86—90,3 % — у їх партнерок. Ускладнення включають біль у статевому члені (50 % пацієнтів, після 11 % ін'єкцій), подовжені ерекції (5 %), пріапізм (1 %) та фіброз статевого члена (2 %). При тривалості ерекції понад 4 години пацієнту необхідно звернутися до лікаря, для того щоб уникнути ушкодження внутрішньо-кавернозних м'язів, яке може призвести до постійної імпотенції.
- «Інтрауретральна терапія» Простагландин E1 можна вводити внутрішньоуретрально у формі напівжорстких свічок. Стискаюча стрічка, накладена на основу члена, покращує ригідність. Приблизно 70 % пацієнтів задоволені чи дуже задоволені цим методом. Навіть спосіб введення препарату виглядає менш інвазивним. Побічні прояви — біль у статевому члені та гіпотензія, клінічна ефективність нижча порівняно з інтракавернозними ін'єкціями.

### Лікування ЕД 3-ї лінії
- Протезування статевого члена

Пацієнтам, в яких медикаментозне лікування є неефективним або які бажають постійного вирішення їхньої проблеми, рекомендована хірургічна імплантація протезу. Наявні два типи протезів: напівжорсткий та надувний (дво- або трьохкомпонентний). Більшість пацієнтів віддають перевагу трьохкомпонентному надувному пристрою завдяки більш «природним» ерекціям, проте вони дорожчі. Після відповідних консультацій відсоток сатисфакції становить 70—87 %.
Два основні ускладнення від імплантації протезу статевого члена включають механічні невдачі (менш ніж 5 % після 5-річного спостереження при застосуванні сучасних 3-компонентних протезів) та інфекцію (2—3 % при застосуванні відповідної антибіотикопрофілактики — надалі цей відсоток може знизитися завдяки імплантації протезів, імпрегнованих антибіотиком або покритих гідрофільним покриттям). Інфекція потребує видалення протезу, призначення антибіотиків та повторної імплантації через 6—12 місяців. Проте видалення та одночасна повторна реімплантація після рясного промивання тіл члена розчинами багатьох антибактеріальних препаратів є успішним в 82 % випадків.

## Профілактика
Здоровий спосіб життя, регулярні активні фізичні вправи, регулярні статеві стосунки, заняття різними видами спорту, усунення надлишкової ваги, відмова від шкідливих звичок (тютюнопаління, вживання алкоголю), нормалізація сну знижують ризик виникнення еректильної дисфункції у чоловіків середнього віку.